# Skagenmålarna

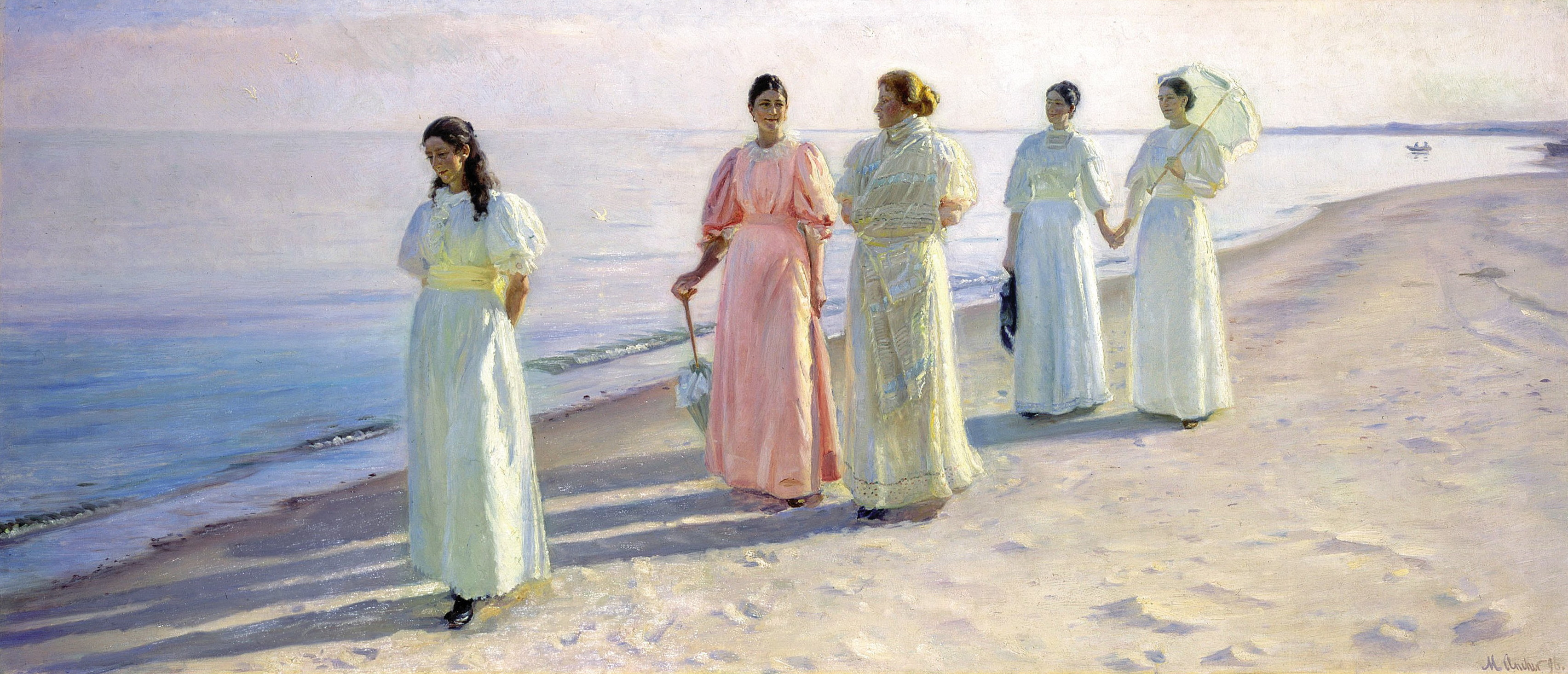
Promenad på stranden av Michael Ancher 1896.

Skagenmålarna var en grupp skandinaviska konstnärer som var verksamma i Skagen i Jylland, främst under 1870- och 1880-talen. 

## Bakgrund
Skagen blev från 1870-talet en samlingspunkt för konstnärer från Danmark, Norge och Sverige. Det intensiva ljuset på den smala landtungan av kalksand mellan Skagerack och Kattegatt, liksom den särpräglade befolkningen och miljön i det lilla fiskeläget lockade till landskaps- och figurmåleri. Skagenmåleriet kännetecknas av ett realistiskt friluftsmåleri och valörrika skildringar av det intensiva ljuset.
Skagenmålarna blev ett begrepp. I konstnärskolonins centrum fanns målare med egna hus i Skagen, som Anna och Michael Ancher, Marie och P.S. Krøyer, Laurits Tuxen och Holger Drachmann. Många av målarna bodde på Brøndums Hotel, som drevs av Anna Anchers familj och som var en samlingspunkt för målarna. Konstnärerna betalade ofta logi med målningar.
Konstnärskolonin finns rikt representerad på Skagens Museum och på Den Hirschsprungske Samling i Köpenhamn.

## Personer knutna till konstnärskolonin i Skagen i urval

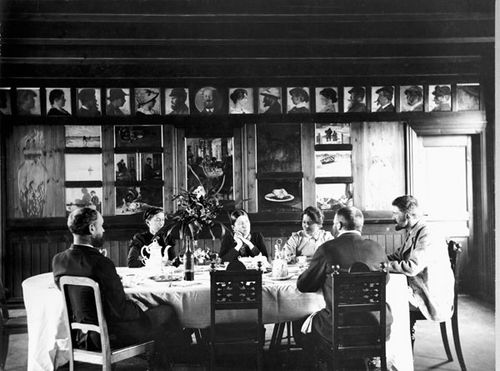
Matsalen i Brøndums Hotel 1891/92.

| - Christian Blache - Vilhelm Melbye - Martinus Rörbye - Johan Peter Raadsig - Karl Madsen - Anna Ancher - Michael Ancher - Carl Locher - Marie Krøyer - P.S. Krøyer - Viggo Johansen - Laurits Tuxen - Holger Drachmann (författare) - Christian Krohg | - Eilif Peterssen - Thorvald Niss - Georg Brandes (författare) - Henrik Pontoppidan (författare) - Wilhelm Peters - Oscar Björck - Wilhelm von Gegerfelt - Emil Ekman - Paul Graf - Johan Krouthén - Hellewi Kullman - Henning Nyberg - Hugo Alfvén (kompositör) - Waldemar Nyström | - Anna Palm - Julia Strömberg - Märtha Tynell - Edvard Westman - Einar Hein - Jens Vige - Johannes Wilhjelm - Ludvig Karsten - Ella Heide - Jørgen Aabye - Frederik Lange - Tupsy Clement - Gad Frederik Clement - Hanna Rönnberg |

## Bildgalleri

Hipp, hipp, hurra! Konstnärsfest på Skagen av P.S. Krøyer, 1888.
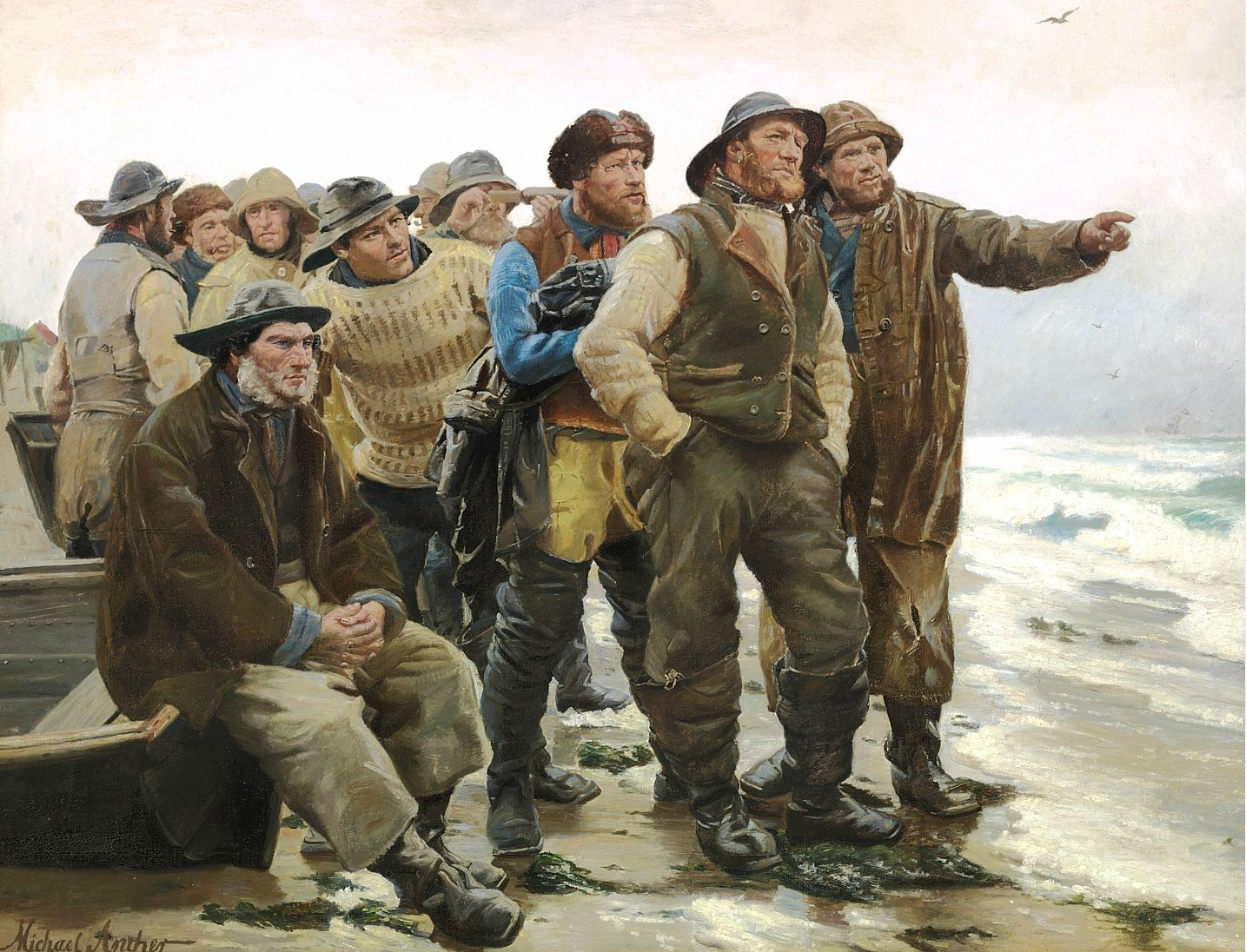
Vil han klare pynten? av Michael Ancher omkring 1880
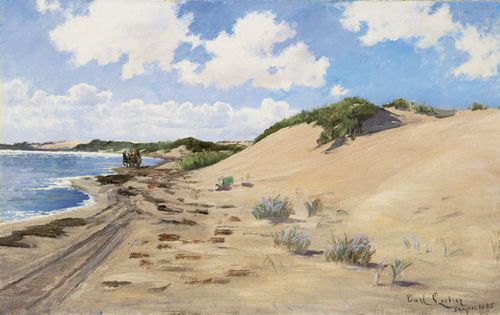
Ageposten av Carl Locher1885
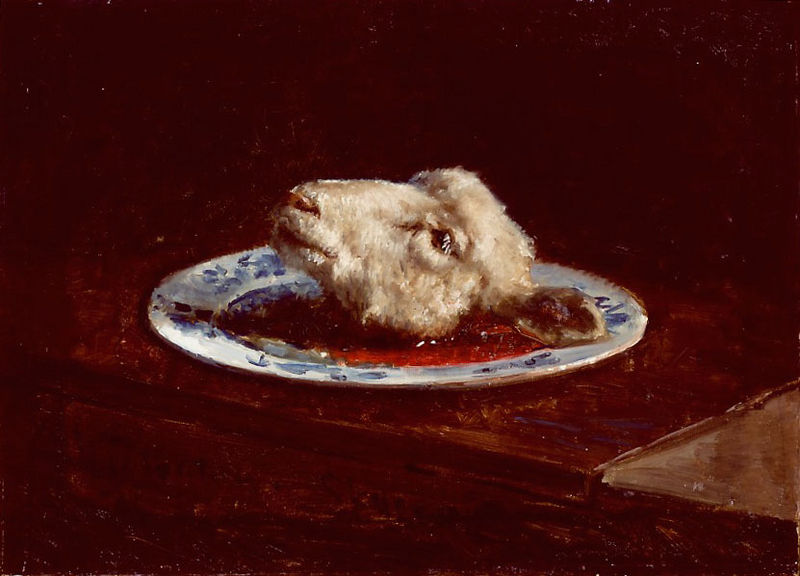
Lammehoved på fad av Viggo Johansen 1880
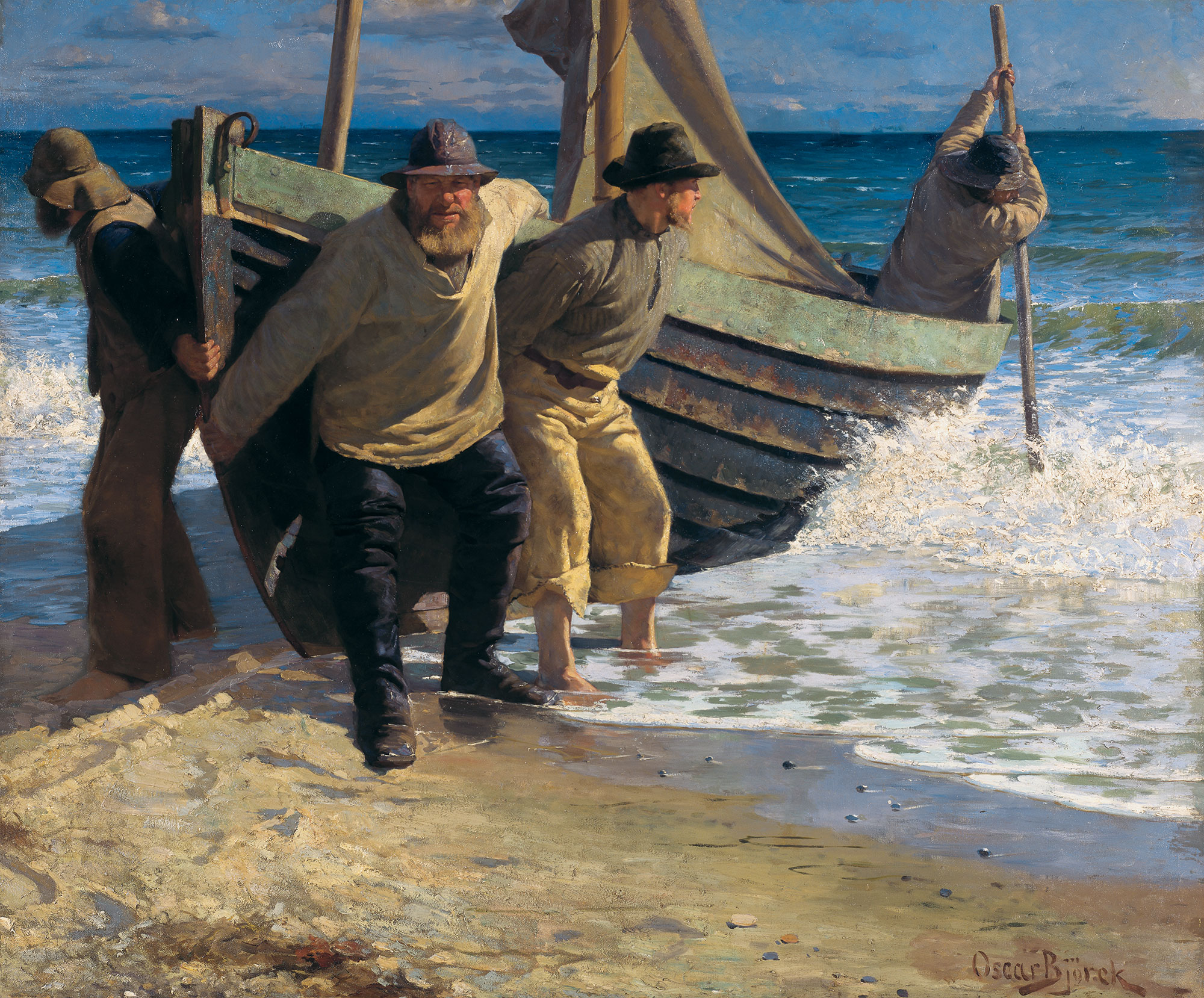
Sjösättning. Skagen av Oscar Björck 1884

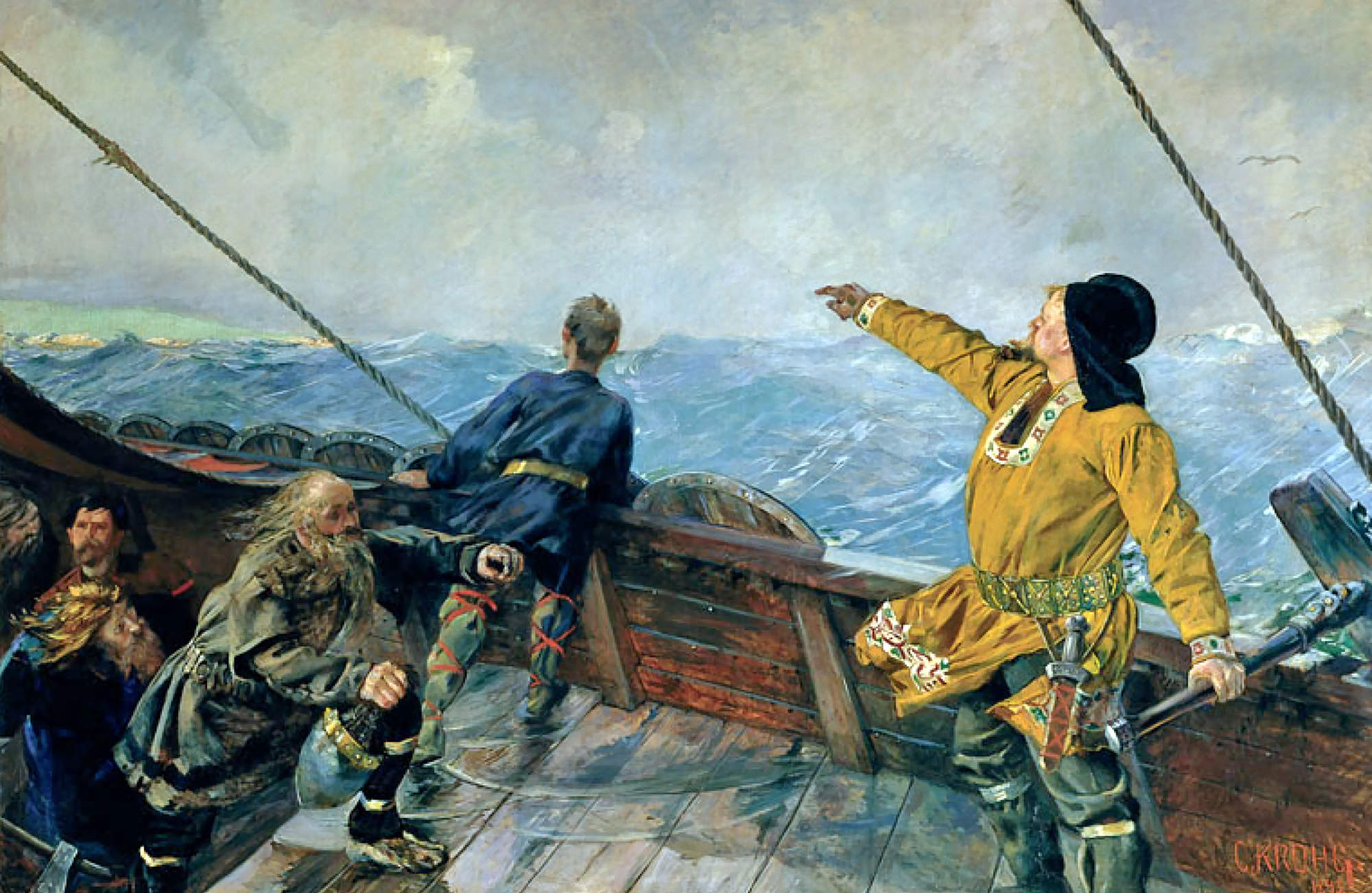
Leif Eriksson upptäcker Amerika av Christian Krohg 1893
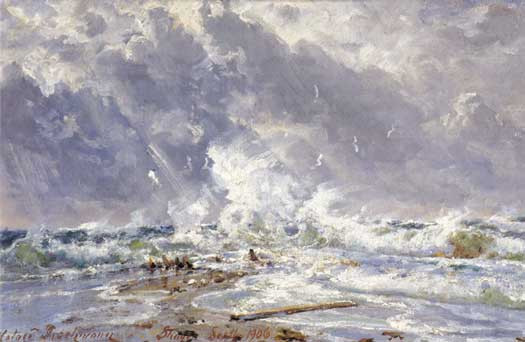
Havet i oprør av Holger Drachmann omkring 1900-10
Den druknede bringes i land av Laurits Tuxen 1913
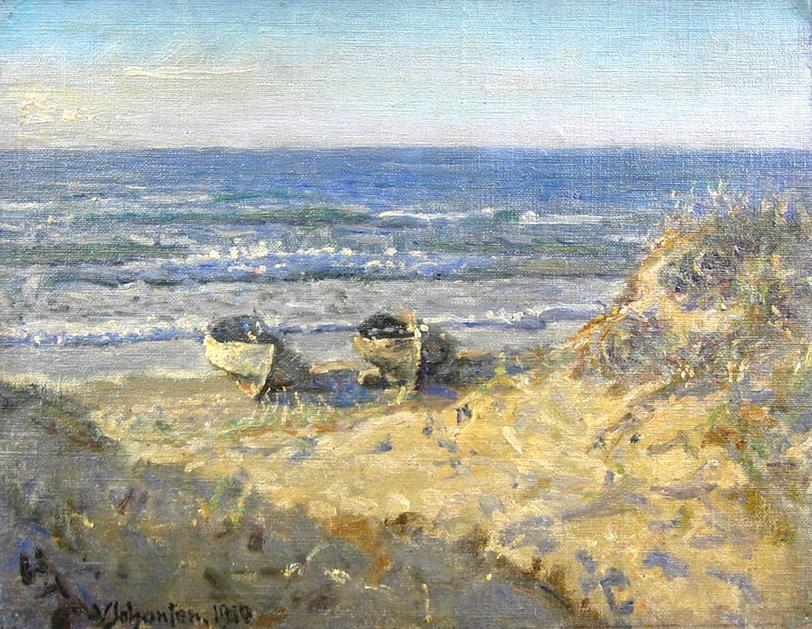
Optrukne både av Viggo Johansen 1910
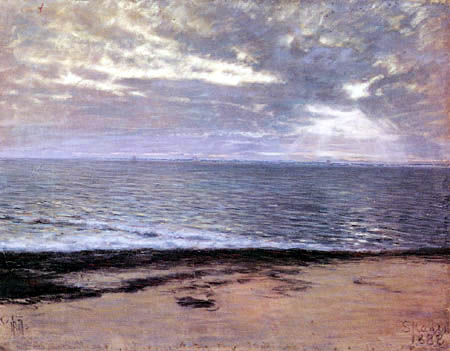
Morgen ved stranden av Thorvald Nis 1888